# Mychajło Hromyka
Mychajło Hromyka także Hromeka, Chromyka, Chromecki, (zm. 1651) – kozak zaporoski, pułkownik, dowódca pułku białocerkiewskiego.

## Życiorys
Rusin z pochodzenia, pochodził prawdopodobnie z rodziny szlacheckiej. W 1649 został pułkownikiem i dowódcą białocerkiewskiego pułku kozaków rejestrowych. Był zwolennikiem współpracy z Rzecząpospolitą, podczas powstania Chmielnickiego walczył po stronie kozackiej. Wziął udział w bitwie pod Beresteczkiem, w końcowej fazie bitwy Chmielnicki miał wydać rozkaz aresztowania pułkowników podejrzanych o sprzyjanie Rzeczypospolitej, Hromykę jako prowodyra kazał ściąć. Michajło zdołał uniknąć uwięzienia, po klęsce w bitwie przedostał się z niedobitkami swojego pułku do fortecy białocerkiewskiej. Należał wówczas do stronnictwa starszyzny kozackiej dążącego do ugody z królem. Gdy podczas pobytu w Białej Cerkwi poselstwa polskiego, z Adamem Kisielem na czele, doszło do rozruchów czerni kozackiej przeciwnej porozumieniu z Rzecząpospolitą, tylko dzięki postawie Chmielnickiego i starszyzny kozackiej zdołano ocalić życie polskich posłów, szczególną role odegrał Hromyka, który w decydującym momencie walki dostarczył proch i kule.
Hromyka był jednym z sygnatariuszy ugody białocerkiewskiej podpisanej 28 września 1651. Został zamordowany w połowie grudnia tegoż roku, w czasie buntu przeciwników współpracy z Polską.